# Кліценко Григорій Тимофійович
Григорій Тимофійович Кліценко (22 червня 1923, Великий Вистороп — 20 січня 2002, Київ) — український науковець-зоотехнік, педагог. Доктор сільськогосподарських наук (1969), професор (1970). Заслужений працівник народної освіти України. Дослідив шляхи оптимізації мінерального живлення сільськогосподарських тварин, обґрунтував норми сольового живлення великої рогатої худоби.
Учасник німецько-радянської війни, лейтенант військової служби. Брав участь у бойових діях на територіях, зокрема, Східної Пруссії та Литовської РСР, тричі нагороджений медаллю «За відвагу».
Після завершення війни, протягом пів століття — науково-педагогічний співробітник Української сільськогосподарської академії (пізніше — Національного аграрного університету; 1952—2002), у різні періоди — декан зооінженерного факультету та завідувач кафедри годівлі сільськогосподарських тварин і технології кормів. Автор понад 120 наукових робіт.

## Життєпис
Народився 22 червня 1923 року в селі Великий Вистороп на Сумщині.
З 1941 року — на військових теренах у складі 71-го гвардійського стрілецького полку. Брав участь у бойових діях на територіях, зокрема, Східної Пруссії та Литовської РСР. Нагороджений низкою орденів та медалей, зокрема тричі медаллю «За відвагу». Завершив війну у званні лейтенанта.
У 1952 році закінчив Харківський зоотехнічний інститут. Відтоді ж — науково-педагогічний співробітник кафедри годівлі сільськогосподарських тварин і технології кормів Української сільськогосподарської академії (УСГА; пізніше — Національного аграрного університету). У 1955 році здобув науковий ступінь кандидата сільськогосподарських наук, захистивши дисертацію на тему «Влияние солевого (NaCl) питания на обмен веществ и продуктивность молочных коров».

Могила Григорія Кліценка, кладовище в Новосілках

У 1969 році здобув науковий ступінь доктора сільськогосподарських наук, захистивши дисертацію на тему «Исследование фосфорного и солевого (NaCl) питания крупного рогатого скота». Рік потому затверджений у вченому званні професора.
У 1973—1981 роках — декан зооінженерного факультету УСГА, у 1987—1994 роках — завідувач кафедри годівлі сільськогосподарських тварин і технології кормів. З 1994 року — професор цієї кафедри.
Помер на 79-му році життя 20 січня 2002 року. Похований на кладовищі села Новосілки разом із дружиною (50°21′12.88″ пн. ш. 30°27′59.83″ сх. д. / 50.3535778° пн. ш. 30.4666194° сх. д.).

## Наукова діяльність
Автор понад 120 наукових робіт, низки підручників і навчальних посібників. Науковий керівник і консультант близько 20 докторів і кандидатів наук. Учень академіка Павла Пшеничного, послідовник його наукової школи з годівлі тварин і технології кормів.
Дослідив шляхи оптимізації мінерального живлення сільськогосподарських тварин, обґрунтував норми сольового живлення великої рогатої худоби.

## Науковий доробок (частковий)
- Влияние солевого (NaCl) питания на обмен веществ и продуктивность молочных коров: диссертация кандидата сельскохозяйственных наук : 06.00.00. — Киев, 1955. — 239 с. : ил.
- Исследование фосфорного и солевого (NaCl) питания крупного рогатого скота: диссертация доктора сельскохозяйственных наук : 06.00.00. — Киев, 1967. — 377 с. : ил.
- Минеральное питание сельскохозяйственных животных / Г. Т. Клиценко, д-р с.-х. наук. — Киев: Урожай, 1975. — 182 с.
- Повышение продуктивности сельскохозяйственных животных Полесья и Лесостепи УССР: Науч. тр. УСХА / Укр. с.-х. акад.; [Редкол.: Г. Т. Клиценко (отв. ред.) и др.]. — Киев: УСХА, 1981. — 110 с. : ил.
- Состав и питательность кормов Киевского Полесья и нормы кормления крупного рогатого скота: (методические рекомендации) / Министерство сельского хозяйства УССР, Киевское областное управление сельского хозяйства, Киевское областное правление НТО сельского хозяйства ; подготовили: Клиценко Г. Т. [и др.]. — Киев: [б. и.], 1984. — 50, [1] с. : табл.
- Заготовка, хранение и использование кормов / [Г. Т. Клиценко, Н. М. Карпусь, А. В. Малиенко и др.; Редкол.: В. К. Соломаха (пред.) и др.]. — Киев: Урожай, 1987. — 334,[1] с.
- Кліценко Г. Т., Кулик М. Ф., Косенко М. В., Лісовенко В. Т. Мінеральне живлення тварин. К.: Світ, 2001. 575 с.

## Нагороди
- три медалі «За відвагу»;
- орден Вітчизняної війни I та II ступенів;
- медаль «За перемогу над Німеччиною у Великій Вітчизняній війні 1941—1945 рр.»;
- заслужений працівник народної освіти України;
- державна стипендія видатним діячам освіти (1999)[3]